# Trayce Jackson-Davis
Trayce Jackson-Davis (Greenwood, 22 de fevereiro de 2000) é um jogador norte-americano de basquete que atualmente joga no Golden State Warriors da National Basketball Association (NBA).
Ele jogou basquete universitário pelo Indiana Hoosiers e foi selecionado pelos Warriors como a 57ª escolha geral do draft da NBA de 2023.
Jackson-Davis é filho biológico de Dale Davis (ex-jogador do Indiana Pacers). No entanto, ele foi criado por sua mãe e seu padrasto, o ex-running back da NFL, Raymond Jackson.

## Carreira no ensino médio
Jackson-Davis cresceu em Greenwood, Indiana. Aos quatro anos, ele fraturou o crânio em um acidente doméstico; a cirurgia deixou cicatrizes acima das orelhas. Aos seis anos, um acidente com um taco de golfe fraturou seu osso da bochecha e a órbita do olho, exigindo a colocação de um parafuso de titânio.
Jackson-Davis frequentou a Center Grove High School em Greenwood. Em seu terceiro ano, ele teve médias de 21,9 pontos, 9,4 rebotes, 4,1 bloqueios e 2,6 assistências com um aproveitamento de 67% nos arremessos de quadra. Ele ajudou sua equipe a alcançar uma temporada com 20 vitórias, títulos do condado e da seção, além de chegar às finais regionais. No basquete AAU, no time Spiece Indy Heat, ele teve médias de 19,1 pontos, 7,1 rebotes e 1,8 assistências com um aproveitamento de 59,1% nos arremessos de quadra.
Durante sua última temporada, ele liderou sua equipe para um recorde de 21-8 e uma vaga nas semifinais do torneio estadual. Jackson-Davis teve médias de 21,6 pontos, 9,3 rebotes, 2,9 bloqueios, 1,7 assistências e um roubo ao longo de 29 jogos. Em 24 de janeiro de 2019, Jackson-Davis foi anunciado como um McDonald's All-American para participar do jogo de 2019, onde registrou 7 pontos, 5 rebotes e 1 bloqueio em 14 minutos.

### Recrutamento
Ele foi classificado como um recruta de quatro estrelas por Rivals, 247Sports e ESPN. Durante sua carreira no ensino médio, Jackson-Davis foi recrutado por várias universidades de alto perfil, incluindo Indiana, Michigan State, UCLA, Ohio State, Purdue, entre outras. Em 30 de novembro de 2018, Jackson-Davis se comprometeu a jogar basquete universitário por Indiana.

## Carreira universitária

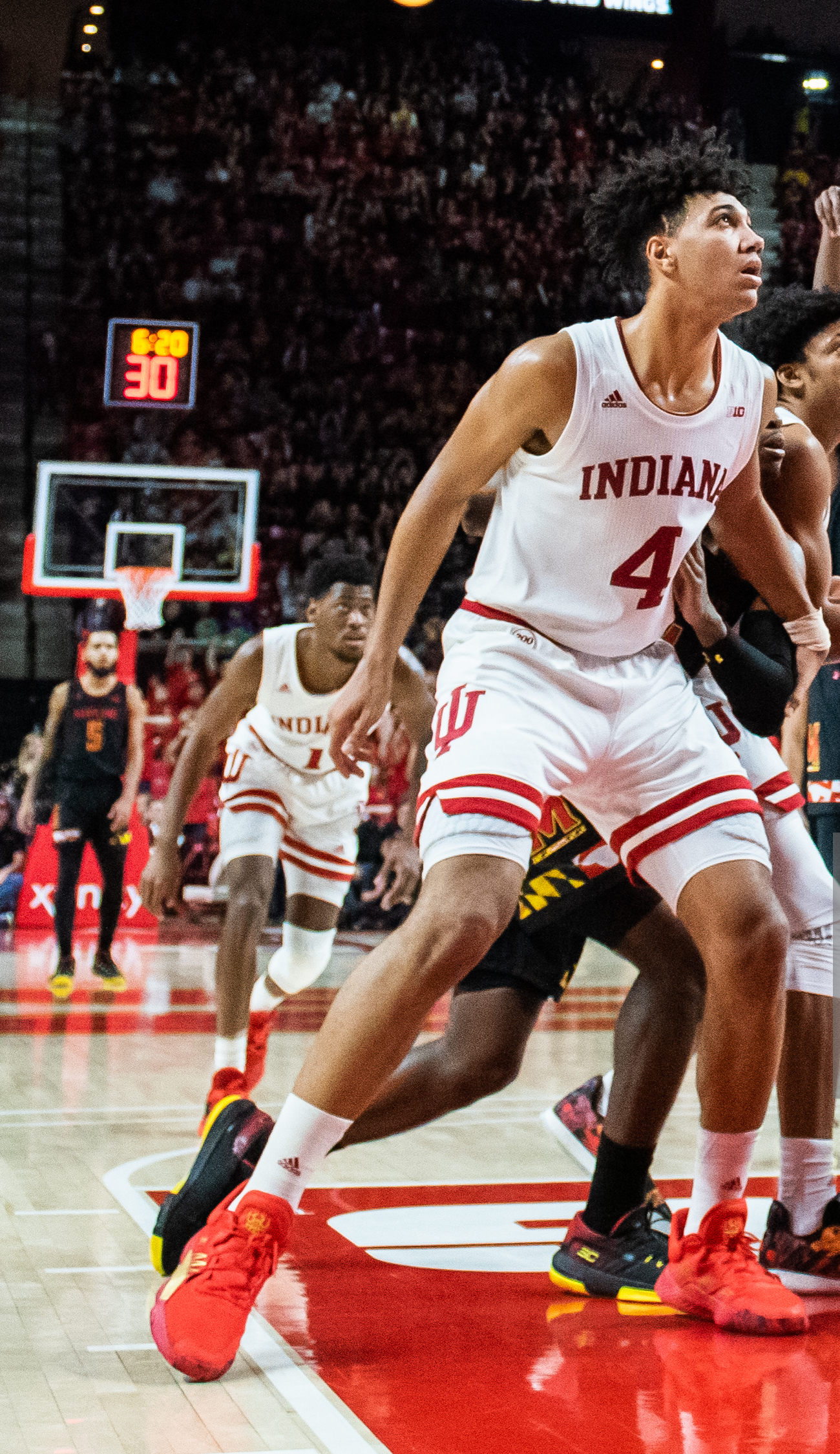
Jackson-Davis em janeiro de 2020

Jackson-Davis fez sua estreia universitária pelo Indiana Hoosiers durante a temporada de 2019-20 com oito pontos e seis rebotes em uma vitória por 98-65 sobre Western Illinois. Ele foi nomeado Co-Novato da Semana da Big Ten em 18 de novembro, depois de contribuir com 20 pontos, oito rebotes e três bloqueios contra North Alabama. Jackson-Davis foi novamente nomeado Calouros da Semana da Conferência em 2 de dezembro, após marcar 21 pontos e pegar 11 rebotes em uma vitória sobre Louisiana Tech. Em 19 de fevereiro de 2020, Jackson-Davis estabeleceu recordes pessoais com 27 pontos e 16 rebotes em uma vitória por 68-56 sobre Minnesota. No final da temporada regular, Jackson-Davis teve médias de 13,5 pontos, 8,4 rebotes e 1,8 bloqueios e foi nomeado para a Terceira Equipe da Big Ten pelos treinadores e pela mídia. Ele terminou em segundo na liga em porcentagem de arremessos de quadra (56,6%), sétimo em bloqueios (1,9) e rebotes (8,4). Jackson-Davis, que foi titular em todos os jogos em sua temporada de calouro, foi um dos apenas quatro calouros no país a liderar sua equipe em pontos, rebotes, porcentagem de lances livres e bloqueios.
Durante a temporada de 2020-21, seu segundo ano, Jackson-Davis teve médias de 19,1 pontos e 9,0 rebotes e recebeu diversos prêmios ao final da temporada.
Na entressafra antes do seu terceiro ano, na temporada de 2021-22, Mike Woodson foi contratado como técnico principal dos Hoosiers e Jackson-Davis anunciou que estava retornando para sua terceira temporada. Em 27 de novembro de 2021, ele marcou um recorde pessoal de 43 pontos em uma vitória por 90-79 sobre Marshall, tornando-se o primeiro jogador de Indiana a marcar pelo menos 40 pontos em 27 anos. Em 30 de novembro de 2021, ele registrou 31 pontos, 16 rebotes e três bloqueios em uma derrota na prorrogação dupla por 112-110 para Syracuse. Jackson-Davis foi nomeado para a Segunda Equipe e para a Equipe Defensiva da Big Ten. Nessa temporada, ele teve médias de 18,3 pontos, 8,1 rebotes e 2,3 bloqueios. Ele se tornou o segundo jogador na história de Indiana (junto com Alan Henderson) a alcançar 1.500 pontos, 750 rebotes e 150 bloqueios, e está em 15º na lista de todos os tempos de pontuação de Indiana, nono em rebotes (797), sétimo em bloqueios (178) e sétimo em porcentagem de arremessos (55,8%). Em 9 de abril de 2022, Jackson-Davis declarou-se para o draft da NBA de 2022 mantendo sua elegibilidade universitária. Em 20 de maio de 2022, ele anunciou sua retirada do draft e seu retorno a Indiana.
Em sua última temporada, suas médias de janeiro de 23 pontos, mais de 14 rebotes e mais de três bloqueios, foram alcançadas em apenas três meses nos últimos 25 anos (Shaquille O'Neal e Tim Duncan). Em 7 de fevereiro de 2023, Jackson-Davis marcou 20 pontos e obteve 18 rebotes em uma vitória por 66-60 sobre Rutgers, ultrapassando a marca de 2.000 pontos. Ele se tornou a primeira pessoa a ganhar quatro prêmios consecutivos de Jogador da Semana da Big Ten desde a criação do prêmio em 1981-82. Nessa temporada, Jackson-Davis teve médias de carreira em pontos (20.9), rebotes (10.8), assistências (4.0) e bloqueios (2.9), ajudando a levar Indiana a sua segunda participação consecutiva no Torneio da NCAA. Sua média de pontos foi a mais alta para um jogador de Indiana desde Eric Gordon (2007-08), sua média de rebotes foi a mais alta desde Steve Downing (1972-73), e seu número de bloqueios foi o mais alto desde Dean Garrett (1987-88).
Jackson-Davis recebeu o Prêmio Karl Malone de melhor ala-pivô do país. TJD também foi escolha unânime para a Primeira-Equipe da Big Ten pelos treinadores, mídia e Associated Press, além de ser chamado para a Equipe-Defensiva da Big Ten. Jackson-Davis encerrou sua carreira em Indiana como o líder de todos os tempos em rebotes (1,143) e bloqueios (270), terceiro na lista de pontuação (2,258) e terceiro em duplos-duplos (50).

## Carreira profissional

### Golden State Warriors (2023–Presente)
Jackson-Davis foi selecionado pelo Golden State Warriors como a 57ª escolha geral no draft da NBA de 2023. Originalmente, essa escolha era do Washington Wizards, que negociaram os direitos de Jackson-Davis em troca de considerações financeiras durante a noite do draft.
Jackson-Davis fez sua estreia na temporada regular contra o Sacramento Kings em 27 de outubro de 2023, onde jogou apenas 5 minutos e registrou um rebote. Contra o New Orleans Pelicans em 30 de outubro, ele registrou 13 pontos, 9 rebotes e 4 bloqueios em uma vitória por 130-102. Em 19 de dezembro, ele alcançou seu primeiro duplo-duplo, registrando 10 pontos, 13 rebotes e 3 bloqueios em uma vitória por 132-126 na prorrogação contra o Boston Celtics. Jackson-Davis registrou outro duplo-duplo consecutivo contra o Washington Wizards em 22 de dezembro, marcando 10 pontos e 15 rebotes em uma vitória por 129-118. Em 6 de março, ele registrou 15 pontos, 6 rebotes e 4 bloqueios em uma vitória por 125-90 sobre o Milwaukee Bucks, sendo três desses bloqueios contra Giannis Antetokounmpo. Em 4 de abril, Jackson-Davis registrou sua maior pontuação na carreira com 20 pontos, além de 5 rebotes e 4 assistências, em uma vitória por 133-110 sobre o Houston Rockets.
Durante a temporada de 2023-24, Jackson-Davis teve média de 1,1 bloqueios, o que o colocou em 4º lugar entre os novatos nessa categoria.

## Estatísticas da carreira

### NBA

#### Temporada regular
| Ano     | Equipe   | PJ | PT | MPJ  | AP   | 3P   | LL   | RT  | AS  | BR  | TO  | PPJ |
| ------- | -------- | -- | -- | ---- | ---- | ---- | ---- | --- | --- | --- | --- | --- |
| 2023-24 | Warriors | 68 | 16 | 16.6 | .702 | .000 | .561 | 5.0 | 1.2 | 0.4 | 1.1 | 7.9 |

#### Play-in
| Ano  | Equipe   | PJ | PT | MPJ  | AP    | 3P | LL | RT  | AS  | BR  | TO  | PPJ |
| ---- | -------- | -- | -- | ---- | ----- | -- | -- | --- | --- | --- | --- | --- |
| 2024 | Warriors | 1  | 1  | 10.6 | 1.000 | —  | —  | 1.0 | 0.0 | 0.0 | 0.0 | 2.0 |

### Universitário
| Ano      | Equipe   | PJ  | PT  | MPJ  | AP   | 3P   | LL   | RT   | AS  | BR  | TO  | PPJ  |
| -------- | -------- | --- | --- | ---- | ---- | ---- | ---- | ---- | --- | --- | --- | ---- |
| 2019–20  | Indiana  | 32  | 32  | 29.3 | .566 | —    | .685 | 8.4  | 1.2 | .7  | 1.8 | 13.5 |
| 2020–21  | Indiana  | 27  | 27  | 34.3 | .517 | —    | .655 | 9.0  | 1.4 | .7  | 1.4 | 19.1 |
| 2021–22  | Indiana  | 35  | 35  | 32.3 | .589 | .000 | .674 | 8.1  | 1.9 | .6  | 2.3 | 18.3 |
| 2022–23  | Indiana  | 32  | 32  | 34.5 | .581 | —    | .695 | 10.8 | 4.0 | .8  | 2.9 | 20.9 |
| Carreira | Carreira | 126 | 126 | 32.5 | .565 | .000 | .677 | 9.0  | 2.1 | 0.7 | 2.1 | 17.9 |